# Илуватар
Еру Илуватар је име врховног божанства у Толкиновом легендаријуму. Он је, међутим, већину делања унутар оквира Ee препустио својим творевинама Аинурима, укључујући и само обликовање планете Арде (Земље). Еру се појављује у „Силмарилиону“, али именом није поменут у најпознатијим Толкиновим делима, „Хобиту“ и „Господару прстенова“ (на њега се упућује као на „Јединственог“ у Додатку А, где се говори о пропасти Нуменорa).
Илуватар је у почетку створио Аинуре из својих мисли. Они су постојали пре него што је било шта друго било створено. Илуватар им је задао музичку тему коју су изводили, и тако стварали Арду, где ће се касније одиграти сви догађаји описани у Толкиновим књигама. Међутим, неки Аинури су остали да бораве са Илуватаром „с оне стране граница Света“. 